# Wallace, Kansas
Wallace är en ort i Wallace County i Kansas. Vid 2010 års folkräkning hade Wallace 57 invånare.